# 24. Drużynowe Młodzieżowe Mistrzostwa Europy w Brydżu Sportowym
24. Drużynowe Młodzieżowe Mistrzostwa Europy w Brydżu Sportowym – drużynowe młodzieżowe mistrzostwa Europy w brydżu sportowym, które odbyły się w dniach 11–20 lipca 2013 we Wrocławiu (Polska).
Były to jednocześnie:
- 24. Mistrzostwa Europy Teamów Juniorów w Brydżu Sportowym,
- 11. Mistrzostwa Europy Teamów Młodzieży Szkolnej w Brydżu Sportowym, oraz
- 6. Mistrzostwa Europy Teamów Dziewcząt w Brydżu Sportowym.

Zwycięzcami zostały drużyny:
- w kategorii juniorów:
Francja – Julien Bernard, Fabrice Charignon, Thibault Coudert, Alexandre Kilani, Clément Laloubeyre, Cédric Lorenzini;
- w kategorii młodzieży szkolnej:
Szwecja – Mikael Grönkvist, Mikael Rimstedt, Ola Rimstedt, Johan Säfsten, Adam Stokka;
- w kategorii dziewcząt:
Francja – Jessie Carbonneaux, Anaïs Leleu, Jenifer Mourgues, Anne Rouanet-Labe, Anne-Laure Tartarin, Aurélie Thizy.

## Poprzednie młodzieżowe DME w brydżu sportowym
Drużynowe młodzieżowe mistrzostwa Europy w brydżu sportowym rozgrywane są od roku 1968. Występują w nich drużyny reprezentujące kraje zrzeszone w Europejskiej Lidze Brydżowej (EBL).
Początkowo zawody odbywały się tylko w kategorii juniorów (U26). Od roku 1994 rozgrywane są zawody w kategorii młodzieży szkolnej (U21), a od 2004 rywalizują również dziewczęta (U26).
Poprzednie mistrzostwa odbyły się w dniach 13-23.06.2011 w Albenie (Bułgaria). W poniższych tabelach przedstawiono miejsca medalowe w poszczególnych konkurencjach.
| Kategoria Juniorów | Kategoria Juniorów                                     | Kategoria Juniorów |
| Lp.                | M                                                      | Zespół i skład |
| ------------------ | ------------------------------------------------------ | --- |
| 23                 | 2011, 13 do 23 czerwca, Albena (Bułgaria), 22 zespołów | 2011, 13 do 23 czerwca, Albena (Bułgaria), 22 zespołów                                                                    |
| 23                 | 1                                                      | Izrael Allon Birman, Lotan Fiszer, Gal Gerstner, Mosze Mejuchas, Deror Padon, Ron Schwartz                                |
| 23                 | 2                                                      | Włochy Francesco De Leo, Giuseppe Delle Cave, Massimiliano Di Franco, Riccardo Locatelli, Agustin Madala, Riccardo Rubino |
| 23                 | 3                                                      | Dania Dennis Bilde, Niclas Raulund Ege, Emil Jepsen, Maria Dam Mortensen, Matias Rohrberg, Lars Tofte                     |
| 23                 | 8                                                      | Polska Piotr Butryn, Bartłomiej Igła, Paweł Jassem, Natalia Sakowska, Piotr Tuczyński, Piotr Zatorski                     |

| Kategoria Młodzieży Szkolnej | Kategoria Młodzieży Szkolnej                           | Kategoria Młodzieży Szkolnej                                                                       |
| Lp.                          | M                                                      | Zespół i skład                                                                                     |
| ---------------------------- | ------------------------------------------------------ | -------------------------------------------------------------------------------------------------- |
| 23 (10)                      | 2011, 13 do 23 czerwca, Albena (Bułgaria), 18 zespołów | 2011, 13 do 23 czerwca, Albena (Bułgaria), 18 zespołów                                             |
| 23 (10)                      | 1                                                      | Polska Wojciech Kaźmierczak, Adam Krysa, Adam Lonski, Kamil Madej, Łukasz Witkowski, Justyna Żmuda |
| 23 (10)                      | 2                                                      | Izrael Adi Asulin, Juwal Ben Dawid, Oren Dar, Ejal Erez, Itamar Ginnosar, Adam Reiter              |
| 23 (10)                      | 3                                                      | Szwecja Simon Ekenberg, Ida Grönkvist, Simon Hult, Mikael Rimstedt, Ola Rimstedt                   |

| Kategoria Dziewcząt | Kategoria Dziewcząt                                    | Kategoria Dziewcząt                                                                                                |
| Lp.                 | M                                                      | Zespół i skład |
| ------------------- | ------------------------------------------------------ | --- |
| 23 (5)              | 2011, 13 do 23 czerwca, Albena (Bułgaria), 10 zespołów | 2011, 13 do 23 czerwca, Albena (Bułgaria), 10 zespołów                                                             |
| 23 (5)              | 1                                                      | Polska Magdalena Holeksa, Aleksandra Jarosz, Danuta Kazmucha, Joanna Taczewska, Izabela Weinhold, Justyna Żmuda    |
| 23 (5)              | 2                                                      | Holandia Rosaline Barendregt, Marleen Beuger, Judith Nab, Jamilla Spangenberg, Sigrid Spangenberg, Magdaléna Tichá |
| 23 (5)              | 3                                                      | Francja Marion Canonne, Jessie Carbonneaux, Claire Chaugny, Laure Favard, Carole Puillet, Aurélie Thizy            |

## Formuła zawodów
Przepisy i reguły obowiązujące na 24. Młodzieżowych DME zostały określone w osobnym dokumencie.

### Sposób rozgrywania
1. Każdy kraj (należący do EBL) mógł zarejestrować jedną drużynę w każdej z 3 kategorii (juniorów, młodzieży szkolnej, dziewcząt).
2. W kategorii juniorów i dziewcząt mogli startować zawodnicy, którzy urodzili się 1 stycznia 1998 roku lub wcześniej.
3. W kategorii młodzieży szkolnej mogli startować zawodnicy, którzy urodzili się 1 stycznia 1993 roku lub wcześniej.
4. W każdej kategorii były rozgrywane zawody metodą każdy z każdym.
5. Wszystkie spotkania były rozgrywane jako 20-rozdaniowe mecze. Przeliczenie różnicy IMP na VP przedstawiono poniżej. (Są to wartości dla drużyny która wygrała. Drużyna przegrywająca otrzymuje dopełnienie do 20.00 VP.)

| Przeliczenie IMP na VP dla meczu 20-rozdaniowego | Przeliczenie IMP na VP dla meczu 20-rozdaniowego | Przeliczenie IMP na VP dla meczu 20-rozdaniowego | Przeliczenie IMP na VP dla meczu 20-rozdaniowego | Przeliczenie IMP na VP dla meczu 20-rozdaniowego | Przeliczenie IMP na VP dla meczu 20-rozdaniowego | Przeliczenie IMP na VP dla meczu 20-rozdaniowego | Przeliczenie IMP na VP dla meczu 20-rozdaniowego | Przeliczenie IMP na VP dla meczu 20-rozdaniowego | Przeliczenie IMP na VP dla meczu 20-rozdaniowego |
| 0                                                | 1                                                | 2                                                | 3                                                | 4                                                | 5                                                | 6                                                | 7                                                | 8                                                | 9                                                |
| ------------------------------------------------ | ------------------------------------------------ | ------------------------------------------------ | ------------------------------------------------ | ------------------------------------------------ | ------------------------------------------------ | ------------------------------------------------ | ------------------------------------------------ | ------------------------------------------------ | ------------------------------------------------ |
| 10.00                                            | 10.28                                            | 10.55                                            | 10.82                                            | 11.08                                            | 11.34                                            | 11.59                                            | 11.83                                            | 12.07                                            | 12.30                                            |
| 10                                               | 11                                               | 12                                               | 13                                               | 14                                               | 15                                               | 16                                               | 17                                               | 18                                               | 19                                               |
| 12.53                                            | 12.76                                            | 12.98                                            | 13.20                                            | 13.41                                            | 13.61                                            | 13.81                                            | 14.01                                            | 14.20                                            | 14.39                                            |
| 20                                               | 21                                               | 22                                               | 23                                               | 24                                               | 25                                               | 26                                               | 27                                               | 28                                               | 29                                               |
| 14.58                                            | 14.76                                            | 14.94                                            | 15.11                                            | 15.28                                            | 15.45                                            | 15.61                                            | 15.77                                            | 15.93                                            | 16.08                                            |
| 30                                               | 31                                               | 32                                               | 33                                               | 34                                               | 35                                               | 36                                               | 37                                               | 38                                               | 39                                               |
| 16.23                                            | 16.38                                            | 16.52                                            | 16.66                                            | 16.80                                            | 16.93                                            | 17.06                                            | 17.19                                            | 17.32                                            | 17.44                                            |
| 40                                               | 41                                               | 42                                               | 43                                               | 44                                               | 45                                               | 46                                               | 47                                               | 48                                               | 49                                               |
| 17.44                                            | 17.68                                            | 17.79                                            | 17.90                                            | 18.01                                            | 18.12                                            | 18.23                                            | 18.33                                            | 18.43                                            | 18.53                                            |
| 50                                               | 51                                               | 52                                               | 53                                               | 54                                               | 55                                               | 56                                               | 57                                               | 58                                               | 59                                               |
| 18.63                                            | 18.73                                            | 18.82                                            | 18.91                                            | 19.00                                            | 19.09                                            | 19.17                                            | 19.25                                            | 19.33                                            | 19.41                                            |
| 60                                               | 61                                               | 62                                               | 63                                               | 64                                               | 65                                               | 66                                               | 67                                               | 68                                               |                                                  |
| 19.49                                            | 19.57                                            | 19.65                                            | 19.72                                            | 19.79                                            | 19.86                                            | 19.93                                            | 19.99                                            | 20.00                                            |                                                  |

### Stroje
1. Zarówno gracze jak i niegrający kapitanowie i trenerzy musieli mieć jednakowe stroje na ceremonię otwarcia i zamknięcia.
2. Zawodnicy w czasie gry musieli mieć jednakowe stroje zawierające logo kraju.

### Przywileje zwycięzców
1. Zwycięzcy w kategorii juniorów, młodzieży szkolnej i dziewcząt uzyskują tytuł Mistrza Europy;
2. Zdobywcy miejsc od 1 do 3 otrzymują medale: złote, srebrne i brązowe ME;
3. 6 pierwszych zespołów kategoriach juniorów i młodzieży szkolnej oraz 4 zespoły w kategorii dziewcząt uzyskuje prawo gry w młodzieżowych mistrzostwach świata.

### Transmisje z zawodów
Strona zawodów pokazywała wyniki meczów zarówno po ich zakończeniu, jak i bieżące rezultaty w czasie trwania rundy.
W serwisie BBO były przeprowadzane transmisje z 4 meczów każdej sesji. Wykaz transmitowanych meczów każdego dnia znajdował się biuletynie zawodów.

## Zwycięzcy zawodów
Poniżej przedstawiono drużyny, które zdobyły kwalifikacje na mistrzostwa świata (po 6 w kategoriach juniorów i młodzieży szkolnej oraz 4 w kategorii dziewcząt).
| Kategoria Juniorów | Kategoria Juniorów                                 | Kategoria Juniorów                                                                                                  |
| Lp.                | M                                                  | Zespół i skład |
| ------------------ | -------------------------------------------------- | --- |
| 24                 | 2013, 11 do 20 lipca, Wrocław (Polska), 22 zespoły | 2013, 11 do 20 lipca, Wrocław (Polska), 22 zespoły                                                                  |
| 24                 | 1                                                  | Francja Julien Bernard, Fabrice Charignon, Thibault Coudert, Alexandre Kilani, Clément Laloubeyre, Cédric Lorenzini |
| 24                 | 2                                                  | Polska Maciej Bielawski, Paweł Jassem, Michał Klukowski, Sławomir Niajko, Piotr Tuczyński, Jakub Wojcieszek         |
| 24                 | 3                                                  | Izrael Lotan Fiszer, Gal Gerstner, Itamar Ginnosar, Mosze Mejuchas, Deror Padon, Adam Reiter                        |
| 24                 | 4                                                  | Dania Dennis Bilde, Majka Cilleborg Bilde, Signe Buus Thomsen, Emil Jepsen, Peter Jepsen, Rasmus Rask Jepsen        |
| 24                 | 5                                                  | Turcja Sehmus Ercan, Altug Gobekli, Berk Gokce, Akin Koclar, Muhammet Ozgur, Sarper Uslupehlivan                    |
| 24                 | 6                                                  | Szwecja Simon Ekenberg, Ida Grönkvist, Daniel Gullberg, Simon Hult, Johan Karlsson (brydżysta), Cecilia Rimstedt    |

| Kategoria Młodzieży Szkolnej | Kategoria Młodzieży Szkolnej                        | Kategoria Młodzieży Szkolnej                                                                                        |
| Lp.                          | M                                                   | Zespół i skład |
| ---------------------------- | --------------------------------------------------- | --- |
| 24 (11)                      | 2013, 11 do 20 lipca, Wrocław (Polska), 19 zespołów | 2013, 11 do 20 lipca, Wrocław (Polska), 19 zespołów                                                                 |
| 24 (11)                      | 1                                                   | Szwecja Mikael Grönkvist, Mikael Rimstedt, Ola Rimstedt, Johan Säfsten, Adam Stokka                                 |
| 24 (11)                      | 2                                                   | Izrael Ecjon Amir, Adi Asulin, Hilla Lewi, Oren Toledano, Li’or Urman, Ammi Zamir                                   |
| 24 (11)                      | 3                                                   | Holandia Pim Coppens, Bob Donkersloot, Tom van Overbeeke, Tobias Polak, Michel Schols, Ricardo Westerbeek           |
| 24 (11)                      | 4                                                   | Polska Maciej Grabiec, Wojciech Kaźmierczak, Błażej Krawczyk, Arkadiusz Majcher, Piotr Marcinowski, Mateusz Sobczak |
| 24 (11)                      | 5                                                   | Francja Francois Beugin, Baptiste Combescure, Matthieu Fourre, Gregoire Lafont, Benjamin Marie, Thibaud Vincenot    |
| 24 (11)                      | 6                                                   | Słowacja Jakub Jakabsic, Adam Kubica, Juraj Kvocek, Jakub Rumancik, Martin Vodicka                                  |

| Kategoria Dziewcząt | Kategoria Dziewcząt                                | Kategoria Dziewcząt                                                                                              |
| Lp.                 | M                                                  | Zespół i skład                                                                                                   |
| ------------------- | -------------------------------------------------- | --- |
| 24 (6)              | 2013, 11 do 20 lipca, Wrocław (Polska), 9 zespołów | 2013, 11 do 20 lipca, Wrocław (Polska), 9 zespołów                                                               |
| 24 (6)              | 1                                                  | Francja Jessie Carbonneaux, Anaïs Leleu, Jenifer Mourgues, Anne Rouanet-Labe, Anne-Laure Tartarin, Aurélie Thizy |
| 24 (6)              | 2                                                  | Holandia Natalia Banaś, Doris van Delft, Lotte Leufkens, Judith Nab, Emma de Ruiter, Magdaléna Tichá             |
| 24 (6)              | 3                                                  | Włochy Giorgia Botta, Caterina Burgio, Federica Buttò, Margherita Chavarria, Margherita Costa, Michela Salvato   |
| 24 (6)              | 4                                                  | Polska Katarzyna Dufrat, Magdalena Holeksa, Danuta Kazmucha, Barbara Rosłon, Kamila Wesołowska, Justyna Żmuda    |

Z Europy, Francja i Polska będą miały swoich przedstawicieli na młodzieżowych mistrzostwach świata we wszystkich kategoriach.

## Plan sesji i wyniki polskich drużyn
Do udziału w zawodach zostały zgłoszone:
- 22 drużyny w kategorii juniorów,
- 19 drużyn w kategorii młodzieży szkolnej, oraz
- 9 drużyn w kategorii dziewcząt.

Polskie drużyny wystąpiły w następujących składach:
- Juniorzy: Maciej Bielawski, Paweł Jassem, Michał Klukowski, Sławomir Niajko, Piotr Tuczyński, Jakub Wojcieszek;
- Młodzież szkolna: Maciej Grabiec, Wojciech Kaźmierczak, Błażej Krawczyk, Arkadiusz Majcher, Piotr Marcinowski, Mateusz Sobczak;
- Dziewczęta: Katarzyna Dufrat, Magdalena Holeksa, Danuta Kazmucha, Barbara Rosłon, Kamila Wesołowska, Justyna Żmuda.

Poniższa tabela pokazuje wyniki polskich drużyn w poszczególnych sesjach.
Pokazuje ona również, kiedy rozgrywane były poszczególne sesje.
| Wyniki polskich drużyn | Wyniki polskich drużyn | Wyniki polskich drużyn | Wyniki polskich drużyn | Wyniki polskich drużyn | Wyniki polskich drużyn | Wyniki polskich drużyn | Wyniki polskich drużyn | Wyniki polskich drużyn | Wyniki polskich drużyn | Wyniki polskich drużyn | Wyniki polskich drużyn | Wyniki polskich drużyn | Wyniki polskich drużyn | Wyniki polskich drużyn | Wyniki polskich drużyn | Wyniki polskich drużyn | Wyniki polskich drużyn | Wyniki polskich drużyn | Wyniki polskich drużyn |
| Data                   | Godzina (CET)          | Juniorzy               | Juniorzy               | Juniorzy               | Juniorzy               | Juniorzy               | Juniorzy               | Młodzież szkolna       | Młodzież szkolna       | Młodzież szkolna       | Młodzież szkolna       | Młodzież szkolna       | Młodzież szkolna       | Dziewczęta             | Dziewczęta             | Dziewczęta             | Dziewczęta             | Dziewczęta             | Dziewczęta             |
| Data                   | Godzina (CET)          | S                      | Kraj                   | F                      | Wyn                    | Σ VP                   | M                      | S                      | Kraj                   | F                      | Wyn                    | Σ VP                   | M                      | S                      | Kraj                   | F                      | Wyn                    | Σ VP                   | M                      |
| ---------------------- | ---------------------- | ---------------------- | ---------------------- | ---------------------- | ---------------------- | ---------------------- | ---------------------- | ---------------------- | ---------------------- | ---------------------- | ---------------------- | ---------------------- | ---------------------- | ---------------------- | ---------------------- | ---------------------- | ---------------------- | ---------------------- | ---------------------- |
| 12 lipca, piątek       | 14:00                  | J1                     | Francja                | Francja                | 8.17                   | 8.17                   | 13                     |                        |                        |                        |                        |                        |                        |                        |                        |                        |                        |                        |                        |
| 12 lipca, piątek       | 17:20                  | J2                     | Białoruś               | Białoruś               | 17.44                  | 25.61                  | 7                      |                        |                        |                        |                        |                        |                        |                        |                        |                        |                        |                        |                        |
| 13 lipca, sobota       | 14:00                  | J3                     | Belgia                 | Belgia                 | 12.30                  | 37.91                  | 8                      |                        |                        |                        |                        |                        |                        |                        |                        |                        |                        |                        |                        |
| 13 lipca, sobota       | 17:20                  | J4                     | Holandia               | Holandia               | 7.02                   | 44.93                  | 8                      |                        |                        |                        |                        |                        |                        |                        |                        |                        |                        |                        |                        |
| 14 lipca, niedziela    | 10:00                  | J5                     | Bułgaria               | Bułgaria               | 16.08                  | 61.01                  | 7                      | S1                     | Niemcy                 | Niemcy                 | 14.78                  | 14.78                  | 6                      | D1                     | Austria                | Austria                | 18.63                  | 18.63                  | 3                      |
| 14 lipca, niedziela    | 14:00                  | J6                     | Szwecja                | Szwecja                | 13.41                  | 74.42                  | 6                      | S2                     | Łotwa                  | Łotwa                  | 12.53                  | 27.31                  | 5                      | D2                     | Węgry                  | Węgry                  | 7.02                   | 25.65                  | 5                      |
| 14 lipca, niedziela    | 17:20                  | J7                     | Niemcy                 | Niemcy                 | 12.07                  | 86.49                  | 6                      | S3                     | Norwegia               | Norwegia               | 14.94                  | 42.25                  | 4                      | D3                     | bez pary               |                        | 12.00                  | 37.65                  | 5                      |
| 15 lipca, poniedziałek | 10:00                  | J8                     | Finlandia              | Finlandia              | 16,38                  | 102,87                 | 4                      | S4                     | Dania                  | Dania                  | 11.34                  | 53.59                  | 5                      | D4                     | Norwegia               | Norwegia               | 16.23                  | 53.88                  | 3                      |
| 15 lipca, poniedziałek | 14:00                  | J9                     | Austria                | Austria                | 20.00                  | 122.87                 | 2                      | S5                     | Austria                | Austria                | 15.28                  | 68.87                  | 4                      | D5                     | Turcja                 | Turcja                 | 18.33                  | 72.21                  | 3                      |
| 15 lipca, poniedziałek | 17:20                  |                        |                        |                        |                        |                        |                        | S6                     | Słowacja               | Słowacja               | 14.94                  | 83.81                  | 2                      | D6                     | Włochy                 | Włochy                 | 15.61                  | 87.82                  | 3                      |
| 16 lipca, wtorek       | 10:00                  | J10                    | Norwegia               | Norwegia               | 12.07                  | 134.94                 | 4                      | S7                     | Rosja                  | Rosja                  | 18.01                  | 101.82                 | 2                      | D7                     | Holandia               | Holandia               | 7.47                   | 95.29                  | 3                      |
| 16 lipca, wtorek       | 14:00                  | J11                    | Irlandia               | Irlandia               | 20.00                  | 154.94                 | 1                      | S8                     | Węgry                  | Węgry                  | 4.07                   | 105.89                 | 2                      | D8                     | Francja                | Francja                | 8.92                   | 104.21                 | 3                      |
| 16 lipca, wtorek       | 17:20                  | J12                    | Chorwacja              | Chorwacja              | 11.08                  | 166.02                 | 2                      | S9                     | Holandia               | Holandia               | 9.45                   | 115.34                 | 2                      | D9                     | Szwecja                | Szwecja                | 10.00                  | 114.21                 | 4                      |
| 17 lipca, środa        | 10:00                  | J13                    | Węgry                  | Węgry                  | 19.93                  | 185.95                 | 1                      | S10                    | Czechy                 | Czechy                 | 16.80                  | 132.14                 | 3                      | D10                    | Austria                | Austria                | 20.00                  | 134.21                 | 4                      |
| 17 lipca, środa        | 14:00                  | J14                    | Włochy                 | Włochy                 | 17.32                  | 203.27                 | 1                      | S11                    | Szkocja                | Szkocja                | 8.66                   | 140.80                 | 2                      | D11                    | Węgry                  | Węgry                  | 7.24                   | 141.45                 | 4                      |
| 17 lipca, środa        | 17:20                  | J15                    | Czechy;                | Czechy                 | 13.81                  | 217.08                 | 1                      | S12                    | Izrael                 | Izrael                 | 18.53                  | 159.93                 | 2                      | D12                    | bez pary               |                        | 12.00                  | 153.45                 | 4                      |
| 18 lipca, czwartek     | 10:00                  | J16                    | Turcja                 | Turcja                 | 5.61                   | 222.69                 | 1                      | S13                    | Szwecja                | Szwecja                | 11.59                  | 170.92                 | 2                      | D13                    | Norwegia               | Norwegia               | 20.00                  | 173.45                 | 4                      |
| 18 lipca, czwartek     | 14:00                  | J17                    | Dania                  | Dania                  | 8.41                   | 231.10                 | 2                      | S14                    | Turcja                 | Turcja                 | 19.25                  | 190.17                 | 1                      | D14                    | Turcja                 | Turcja                 | 19.17                  | 192.62                 | 3                      |
| 18 lipca, czwartek     | 17:20                  |                        |                        |                        |                        |                        |                        | S15                    | Irlandia               | Irlandia               | 20.00                  | 210.17                 | 1                      | D15                    | Włochy                 | Włochy                 | 7.93                   | 200.55                 | 3                      |
| 19 lipca, piątek       | 10:00                  | J18                    | Serbia                 | Serbia                 | 17.79                  | 248.89                 | 2                      | S16                    | Anglia                 | Anglia                 | 16.80                  | 226.97                 | 1                      | D16                    | Holandia               | Holandia               | 9.45                   | 210.24                 | 4                      |
| 19 lipca, piątek       | 14:00                  | J19                    | Izrael                 | Izrael                 | 13.20                  | 262.09                 | 2                      | S17                    | bez pary               |                        | 12.00                  | 274.69                 | 1                      | D17                    | Francja                | Francja                | 4.39                   | 214.63                 | 4                      |
| 19 lipca, piątek       | 17:20                  | J20                    | Anglia                 | Anglia                 | 13.20                  | 275.29                 | 2                      | S18                    | Włochy                 | Włochy                 | 2.56                   | 241.53                 | 2                      |                        |                        |                        |                        |                        |                        |
| 20 lipca, sobota       | 10:00                  | J21                    | Rumunia                | Rumunia                | 19.57                  | 294.86                 | 2                      | S19                    | Francja                | Francja                | 2.56                   | 244.09                 | 4                      | D18                    | Szwecja                | Szwecja                | 17.68                  | 232.31                 | 4                      |

## Tabele wyników
Poniżej przedstawiono wyniki spotkań między wszystkimi zespołami w poszczególnych kategoriach. Na czerwono zaznaczono wyniki w których uwzględniono kary dla zespołów. Wyniki w poszczególnych kategoriach nie zawierają punktów za sesje bez pary (bye), które były używane w czasie trwania zawodów.

### Juniorzy
| 24. Drużynowe Młodzieżowe Mistrzostwa Europy w Brydżu Sportowym. Wyniki juniorów. | 24. Drużynowe Młodzieżowe Mistrzostwa Europy w Brydżu Sportowym. Wyniki juniorów. | 24. Drużynowe Młodzieżowe Mistrzostwa Europy w Brydżu Sportowym. Wyniki juniorów. | 24. Drużynowe Młodzieżowe Mistrzostwa Europy w Brydżu Sportowym. Wyniki juniorów. | 24. Drużynowe Młodzieżowe Mistrzostwa Europy w Brydżu Sportowym. Wyniki juniorów. | 24. Drużynowe Młodzieżowe Mistrzostwa Europy w Brydżu Sportowym. Wyniki juniorów. | 24. Drużynowe Młodzieżowe Mistrzostwa Europy w Brydżu Sportowym. Wyniki juniorów. | 24. Drużynowe Młodzieżowe Mistrzostwa Europy w Brydżu Sportowym. Wyniki juniorów. | 24. Drużynowe Młodzieżowe Mistrzostwa Europy w Brydżu Sportowym. Wyniki juniorów. | 24. Drużynowe Młodzieżowe Mistrzostwa Europy w Brydżu Sportowym. Wyniki juniorów. | 24. Drużynowe Młodzieżowe Mistrzostwa Europy w Brydżu Sportowym. Wyniki juniorów. | 24. Drużynowe Młodzieżowe Mistrzostwa Europy w Brydżu Sportowym. Wyniki juniorów. | 24. Drużynowe Młodzieżowe Mistrzostwa Europy w Brydżu Sportowym. Wyniki juniorów. | 24. Drużynowe Młodzieżowe Mistrzostwa Europy w Brydżu Sportowym. Wyniki juniorów. | 24. Drużynowe Młodzieżowe Mistrzostwa Europy w Brydżu Sportowym. Wyniki juniorów. | 24. Drużynowe Młodzieżowe Mistrzostwa Europy w Brydżu Sportowym. Wyniki juniorów. | 24. Drużynowe Młodzieżowe Mistrzostwa Europy w Brydżu Sportowym. Wyniki juniorów. | 24. Drużynowe Młodzieżowe Mistrzostwa Europy w Brydżu Sportowym. Wyniki juniorów. | 24. Drużynowe Młodzieżowe Mistrzostwa Europy w Brydżu Sportowym. Wyniki juniorów. | 24. Drużynowe Młodzieżowe Mistrzostwa Europy w Brydżu Sportowym. Wyniki juniorów. | 24. Drużynowe Młodzieżowe Mistrzostwa Europy w Brydżu Sportowym. Wyniki juniorów. | 24. Drużynowe Młodzieżowe Mistrzostwa Europy w Brydżu Sportowym. Wyniki juniorów. | 24. Drużynowe Młodzieżowe Mistrzostwa Europy w Brydżu Sportowym. Wyniki juniorów. | 24. Drużynowe Młodzieżowe Mistrzostwa Europy w Brydżu Sportowym. Wyniki juniorów. | 24. Drużynowe Młodzieżowe Mistrzostwa Europy w Brydżu Sportowym. Wyniki juniorów. | 24. Drużynowe Młodzieżowe Mistrzostwa Europy w Brydżu Sportowym. Wyniki juniorów. | 24. Drużynowe Młodzieżowe Mistrzostwa Europy w Brydżu Sportowym. Wyniki juniorów. | 24. Drużynowe Młodzieżowe Mistrzostwa Europy w Brydżu Sportowym. Wyniki juniorów. |
| Kraj                                                                              | F                                                                                 | Francja                                                                           | Polska                                                                            | Izrael                                                                            | Dania                                                                             | Turcja                                                                            | Szwecja                                                                           | Holandia                                                                          | Norwegia                                                                          | Czechy                                                                            | Finlandia                                                                         | Włochy                                                                            | Niemcy                                                                            | Anglia                                                                            | Bułgaria                                                                          | Rumunia                                                                           | Węgry                                                                             | Belgia                                                                            | Białoruś                                                                          | Serbia                                                                            | Chorwacja                                                                         | Austria                                                                           | Irlandia                                                                          | ±                                                                                 | Σ                                                                                 | P                                                                                 | F                                                                                 |
| --------------------------------------------------------------------------------- | --------------------------------------------------------------------------------- | --------------------------------------------------------------------------------- | --------------------------------------------------------------------------------- | --------------------------------------------------------------------------------- | --------------------------------------------------------------------------------- | --------------------------------------------------------------------------------- | --------------------------------------------------------------------------------- | --------------------------------------------------------------------------------- | --------------------------------------------------------------------------------- | --------------------------------------------------------------------------------- | --------------------------------------------------------------------------------- | --------------------------------------------------------------------------------- | --------------------------------------------------------------------------------- | --------------------------------------------------------------------------------- | --------------------------------------------------------------------------------- | --------------------------------------------------------------------------------- | --------------------------------------------------------------------------------- | --------------------------------------------------------------------------------- | --------------------------------------------------------------------------------- | --------------------------------------------------------------------------------- | --------------------------------------------------------------------------------- | --------------------------------------------------------------------------------- | --------------------------------------------------------------------------------- | --------------------------------------------------------------------------------- | --------------------------------------------------------------------------------- | --------------------------------------------------------------------------------- | --------------------------------------------------------------------------------- |
| Francja                                                                           | Francja                                                                           |                                                                                   | 11.83                                                                             | 17.56                                                                             | 11.83                                                                             | 1.77                                                                              | 16.38                                                                             | 5.99                                                                              | 14.01                                                                             | 17.56                                                                             | 9.45                                                                              | 16.23                                                                             | 15.45                                                                             | 9.45                                                                              | 11.83                                                                             | 17.90                                                                             | 16.80                                                                             | 16.08                                                                             | 18.23                                                                             | 18.23                                                                             | 17.56                                                                             | 17.90                                                                             | 20.00                                                                             |                                                                                   | 302.04                                                                            | 1                                                                                 | Francja                                                                           |
| Polska                                                                            | Polska                                                                            | 8.17                                                                              | nbsp;                                                                             | 13.20                                                                             | 8.41                                                                              | 5.61                                                                              | 13.41                                                                             | 7.02                                                                              | 12.07                                                                             | 13.81                                                                             | 16.38                                                                             | 17.32                                                                             | 12.07                                                                             | 13.20                                                                             | 16.08                                                                             | 19.57                                                                             | 19.93                                                                             | 12.30                                                                             | 17.44                                                                             | 17.79                                                                             | 11.08                                                                             | 20.00                                                                             | 20.00                                                                             |                                                                                   | 294.86                                                                            | 2                                                                                 | Polska                                                                            |
| Izrael                                                                            | Izrael                                                                            | 2.44                                                                              | 6.80                                                                              | nbsp;                                                                             | 12.07                                                                             | 10.55                                                                             | 12.76                                                                             | 16.08                                                                             | 18.01                                                                             | 2.68                                                                              | 7.24                                                                              | 14.58                                                                             | 19.86                                                                             | 19.41                                                                             | 4.89                                                                              | 16.52                                                                             | 18.33                                                                             | 14.20                                                                             | 15.45                                                                             | 20.00                                                                             | 15.77                                                                             | 19.25                                                                             | 20.00                                                                             |                                                                                   | 286.89                                                                            | 3                                                                                 | Izrael                                                                            |
| Dania                                                                             | Dania                                                                             | 8.17                                                                              | 11.59                                                                             | 7.93                                                                              | nbsp;                                                                             | 15.93                                                                             | 14.01                                                                             | 19.41                                                                             | 6.39                                                                              | 9.18                                                                              | 14.20                                                                             | 16.08                                                                             | 7.02                                                                              | 6.39                                                                              | 0.51                                                                              | 16.52                                                                             | 18.43                                                                             | 19.93                                                                             | 5.42                                                                              | 15.11                                                                             | 19.41                                                                             | 20.00                                                                             | 18.91                                                                             |                                                                                   | 270.54                                                                            | 4                                                                                 | Dania                                                                             |
| Turcja                                                                            | Turcja                                                                            | 18.23                                                                             | 14.39                                                                             | 9.45                                                                              | 4.07                                                                              | nbsp;                                                                             | 7.02                                                                              | 16.38                                                                             | 5.11                                                                              | 12.30                                                                             | 16.66                                                                             | 15.61                                                                             | 13.61                                                                             | 11.83                                                                             | 14.94                                                                             | 16.80                                                                             | 6.80                                                                              | 14.58                                                                             | 15.93                                                                             | 12.30                                                                             | 12.76                                                                             | 14.39                                                                             | 16.38                                                                             | 0.50                                                                              | 269.54                                                                            | 5                                                                                 | Turcja                                                                            |
| Szwecja                                                                           | Szwecja                                                                           | 3.62                                                                              | 6.59                                                                              | 7.24                                                                              | 5.99                                                                              | 12.98                                                                             | nbsp;                                                                             | 5.42                                                                              | 15.28                                                                             | 16.80                                                                             | 17.90                                                                             | 14.01                                                                             | 11.08                                                                             | 18.43                                                                             | 18.23                                                                             | 19.09                                                                             | 4.72                                                                              | 14.76                                                                             | 8.17                                                                              | 17.32                                                                             | 19.72                                                                             | 14.39                                                                             | 13.81                                                                             |                                                                                   | 265.55                                                                            | 6                                                                                 | Szwecja                                                                           |
| Holandia                                                                          | Holandia                                                                          | 14.01                                                                             | 12.98                                                                             | 3.92                                                                              | 0.59                                                                              | 3.62                                                                              | 14.58                                                                             | nbsp;                                                                             | 18.33                                                                             | 4.55                                                                              | 11,83                                                                             | 12.07                                                                             | 18.53                                                                             | 9.45                                                                              | 14.76                                                                             | 4.55                                                                              | 13.61                                                                             | 12.76                                                                             | 15.45                                                                             | 4.39                                                                              | 14.94                                                                             | 14.58                                                                             | 19.17                                                                             |                                                                                   | 238.67                                                                            | 7                                                                                 | Holandia                                                                          |
| Norwegia                                                                          | Norwegia                                                                          | 5.99                                                                              | 7.93                                                                              | 1.99                                                                              | 13.61                                                                             | 13.89                                                                             | 4.72                                                                              | 1.67                                                                              | nbsp;                                                                             | 19.00                                                                             | 3.92                                                                              | 5.99                                                                              | 15.28                                                                             | 2.10                                                                              | 12.98                                                                             | 18.23                                                                             | 2.56                                                                              | 15.61                                                                             | 16.08                                                                             | 19.33                                                                             | 16.93                                                                             | 17.32                                                                             | 20.00                                                                             | 0.50                                                                              | 235.13                                                                            | 8                                                                                 | Norwegia                                                                          |
| Czechy                                                                            | Czechy                                                                            | 2.44                                                                              | 6.19                                                                              | 17.32                                                                             | 10.82                                                                             | 7.70                                                                              | 3.2                                                                               | 15.45                                                                             | 1.00                                                                              | nbsp;                                                                             | 7.70                                                                              | 3.77                                                                              | 15.93                                                                             | 8.41                                                                              | 3.62                                                                              | 13.81                                                                             | 16.66                                                                             | 16.66                                                                             | 14.58                                                                             | 13.81                                                                             | 16.52                                                                             | 18.01                                                                             | 17.79                                                                             |                                                                                   | 231.39                                                                            | 9                                                                                 | Czechy                                                                            |
| Finlandia                                                                         | Finlandia                                                                         | 10.55                                                                             | 3.62                                                                              | 12.76                                                                             | 5.80                                                                              | 3.34                                                                              | 2.10                                                                              | 8.17                                                                              | 16.08                                                                             | 12.30                                                                             | nbsp;                                                                             | 15.45                                                                             | 6.80                                                                              | 10.28                                                                             | 11.34                                                                             | 4.39                                                                              | 15.45                                                                             | 6.59                                                                              | 13.41                                                                             | 17.44                                                                             | 12.76                                                                             | 19.93                                                                             | 16.08                                                                             |                                                                                   | 224.64                                                                            | 10                                                                                | Finlandia                                                                         |
| Włochy                                                                            | Włochy                                                                            | 3.77                                                                              | 2.68                                                                              | 5.42                                                                              | 3.92                                                                              | 4.39                                                                              | 5.99                                                                              | 7.93                                                                              | 14.01                                                                             | 16.23                                                                             | 4.55                                                                              | nbsp;                                                                             | 8.66                                                                              | 14.20                                                                             | 8.17                                                                              | 6.39                                                                              | 12.07                                                                             | 20.00                                                                             | 15.45                                                                             | 10.28                                                                             | 15.77                                                                             | 20.00                                                                             | 20.00                                                                             |                                                                                   | 219.88                                                                            | 11                                                                                | Włochy                                                                            |
| Niemcy                                                                            | Niemcy                                                                            | 4.55                                                                              | 7.93                                                                              | 0.14                                                                              | 12.98                                                                             | 6.39                                                                              | 8.92                                                                              | 1.47                                                                              | 4.72                                                                              | 4.07                                                                              | 13.20                                                                             | 11.34                                                                             | nbsp;                                                                             | 11.34                                                                             | 14.20                                                                             | 7.24                                                                              | 11.08                                                                             | 15.93                                                                             | 18.12                                                                             | 18.63                                                                             | 12.53                                                                             | 15.61                                                                             | 17.06                                                                             |                                                                                   | 217.45                                                                            | 12                                                                                | Niemcy                                                                            |
| Anglia                                                                            | Anglia                                                                            | 10.55                                                                             | 6.8                                                                               | 0.59                                                                              | 13.61                                                                             | 8.17                                                                              | 1.57                                                                              | 10.55                                                                             | 17.90                                                                             | 11.59                                                                             | 9.72                                                                              | 5.8                                                                               | 8.66                                                                              | nbsp;                                                                             | 17.79                                                                             | 9.45                                                                              | 17.68                                                                             | 1.57                                                                              | 2.81                                                                              | 19.41                                                                             | 7.93                                                                              | 13.81                                                                             | 19.00                                                                             |                                                                                   | 214.96                                                                            | 13                                                                                | Anglia                                                                            |
| Bułgaria                                                                          | Bułgaria                                                                          | 8.17                                                                              | 3.92                                                                              | 15.11                                                                             | 19.49                                                                             | 5.06                                                                              | 1.77                                                                              | 5.24                                                                              | 7.02                                                                              | 16.38                                                                             | 8.66                                                                              | 11.83                                                                             | 5.80                                                                              | 2.21                                                                              | nbsp;                                                                             | 11.83                                                                             | 4.39                                                                              | 18.01                                                                             | 16.52                                                                             | 14.94                                                                             | 20.00                                                                             | 10.55                                                                             | 4.07                                                                              |                                                                                   | 210.97                                                                            | 14                                                                                | Bułgaria                                                                          |
| Rumunia                                                                           | Rumunia                                                                           | 2.1                                                                               | 0.43                                                                              | 3.48                                                                              | 3.48                                                                              | 3.20                                                                              | 0.91                                                                              | 15.45                                                                             | 1.77                                                                              | 6.19                                                                              | 15.61                                                                             | 13.61                                                                             | 12.76                                                                             | 10.55                                                                             | 8.17                                                                              | nbsp;                                                                             | 3.34                                                                              | 10.55                                                                             | 14.94                                                                             | 16.66                                                                             | 20.00                                                                             | 20.00                                                                             | 17.68                                                                             |                                                                                   | 200.88                                                                            | 15                                                                                | Rumunia                                                                           |
| Węgry                                                                             | Węgry                                                                             | 3.2                                                                               | 0.07                                                                              | 1.67                                                                              | 1.57                                                                              | 13.2                                                                              | 15.28                                                                             | 6.39                                                                              | 17.44                                                                             | 3.34                                                                              | 4.55                                                                              | 7.93                                                                              | 8.92                                                                              | 2.32                                                                              | 15.61                                                                             | 16.66                                                                             | nbsp;                                                                             | 15.77                                                                             | 4.72                                                                              | 14.39                                                                             | 14.58                                                                             | 6.80                                                                              | 20.00                                                                             |                                                                                   | 194.41                                                                            | 16                                                                                | Węgry                                                                             |
| Belgia                                                                            | Belgia                                                                            | 3.92                                                                              | 7.70                                                                              | 5.80                                                                              | 0.07                                                                              | 5.42                                                                              | 5.24                                                                              | 7.24                                                                              | 4.39                                                                              | 3.34                                                                              | 13.41                                                                             | 0.00                                                                              | 4.07                                                                              | 18.43                                                                             | 1.99                                                                              | 9.45                                                                              | 4.23                                                                              | nbsp;                                                                             | 18.91                                                                             | 16.08                                                                             | 7.02                                                                              | 12.98                                                                             | 12.53                                                                             |                                                                                   | 162.22                                                                            | 17                                                                                | Belgia                                                                            |
| Białoruś                                                                          | Białoruś                                                                          | 1.77                                                                              | 2.56                                                                              | 4.55                                                                              | 14.58                                                                             | 4.07                                                                              | 11.83                                                                             | 4.55                                                                              | 3.92                                                                              | 5.42                                                                              | 6.59                                                                              | 4.55                                                                              | 1.88                                                                              | 17.19                                                                             | 3.48                                                                              | 5.06                                                                              | 15.28                                                                             | 1.09                                                                              | nbsp;                                                                             | 10.28                                                                             | 4.56                                                                              | 7.02                                                                              | 7.47                                                                              | 0.50                                                                              | 137.70                                                                            | 18                                                                                | Białoruś                                                                          |
| Serbia                                                                            | Serbia                                                                            | 1.77                                                                              | 2.21                                                                              | 0.00                                                                              | 4.89                                                                              | 7.70                                                                              | 2.68                                                                              | 15.61                                                                             | 0.67                                                                              | 6.19                                                                              | 2.56                                                                              | 9.72                                                                              | 1.37                                                                              | 0.59                                                                              | 5.06                                                                              | 3.34                                                                              | 5.61                                                                              | 3.92                                                                              | 9.72                                                                              | nbsp;                                                                             | 15.61                                                                             | 15.28                                                                             | 14.39                                                                             |                                                                                   | 128.89                                                                            | 19                                                                                | Serbia                                                                            |
| Chorwacja                                                                         | Chorwacja                                                                         | 2.44                                                                              | 8.92                                                                              | 4.23                                                                              | 0.59                                                                              | 7.24                                                                              | 0.28                                                                              | 5.06                                                                              | 3.07                                                                              | 3.48                                                                              | 7.24                                                                              | 4.23                                                                              | 7.47                                                                              | 12.07                                                                             | 0.00                                                                              | 0.00                                                                              | 5.42                                                                              | 12.98                                                                             | 14.94                                                                             | 4.39                                                                              | nbsp;                                                                             | 6.59                                                                              | 14.39                                                                             |                                                                                   | 125.03                                                                            | 20                                                                                | Chorwacja                                                                         |
| Austria                                                                           | Australia                                                                         | 2.1                                                                               | 0.00                                                                              | 0.75                                                                              | 0.00                                                                              | 5.61                                                                              | 5.61                                                                              | 5.42                                                                              | 2.68                                                                              | 1.99                                                                              | 0.07                                                                              | 0.00                                                                              | 4.39                                                                              | 6.19                                                                              | 9.45                                                                              | 0.00                                                                              | 13.2                                                                              | 7.02                                                                              | 12.98                                                                             | 4.72                                                                              | 13.41                                                                             | nbsp;                                                                             | 19.09                                                                             |                                                                                   | 114.68                                                                            | 21                                                                                | Australia                                                                         |
| Irlandia                                                                          | Irlandia                                                                          | 0.00                                                                              | 0.00                                                                              | 0.00                                                                              | 1.09                                                                              | 3.62                                                                              | 6.19                                                                              | 0.83                                                                              | 0.00                                                                              | 2.21                                                                              | 3.92                                                                              | 0.00                                                                              | 2.94                                                                              | 1.00                                                                              | 15.93                                                                             | 2.32                                                                              | 0.00                                                                              | 7.47                                                                              | 12.53                                                                             | 5.61                                                                              | 5.61                                                                              | 0.91                                                                              | nbsp;                                                                             |                                                                                   | 72.18                                                                             | 22                                                                                | Irlandia                                                                          |
| Kraj                                                                              | F                                                                                 | Francja                                                                           | Polska                                                                            | Izrael                                                                            | Dania                                                                             | Turcja                                                                            | Szwecja                                                                           | Holandia                                                                          | Norwegia                                                                          | Czechy                                                                            | Finlandia                                                                         | Włochy                                                                            | Niemcy                                                                            | Anglia                                                                            | Bułgaria                                                                          | Rumunia                                                                           | Węgry                                                                             | Belgia                                                                            | Białoruś                                                                          | Serbia                                                                            | Chorwacja                                                                         | Austria                                                                           | Irlandia                                                                          | ±                                                                                 | Σ                                                                                 | P                                                                                 | F                                                                                 |

### Młodzież szkolna
| 24. Drużynowe Młodzieżowe Mistrzostwa Europy w Brydżu Sportowym. Wyniki młodzieży szkolnej. | 24. Drużynowe Młodzieżowe Mistrzostwa Europy w Brydżu Sportowym. Wyniki młodzieży szkolnej. | 24. Drużynowe Młodzieżowe Mistrzostwa Europy w Brydżu Sportowym. Wyniki młodzieży szkolnej. | 24. Drużynowe Młodzieżowe Mistrzostwa Europy w Brydżu Sportowym. Wyniki młodzieży szkolnej. | 24. Drużynowe Młodzieżowe Mistrzostwa Europy w Brydżu Sportowym. Wyniki młodzieży szkolnej. | 24. Drużynowe Młodzieżowe Mistrzostwa Europy w Brydżu Sportowym. Wyniki młodzieży szkolnej. | 24. Drużynowe Młodzieżowe Mistrzostwa Europy w Brydżu Sportowym. Wyniki młodzieży szkolnej. | 24. Drużynowe Młodzieżowe Mistrzostwa Europy w Brydżu Sportowym. Wyniki młodzieży szkolnej. | 24. Drużynowe Młodzieżowe Mistrzostwa Europy w Brydżu Sportowym. Wyniki młodzieży szkolnej. | 24. Drużynowe Młodzieżowe Mistrzostwa Europy w Brydżu Sportowym. Wyniki młodzieży szkolnej. | 24. Drużynowe Młodzieżowe Mistrzostwa Europy w Brydżu Sportowym. Wyniki młodzieży szkolnej. | 24. Drużynowe Młodzieżowe Mistrzostwa Europy w Brydżu Sportowym. Wyniki młodzieży szkolnej. | 24. Drużynowe Młodzieżowe Mistrzostwa Europy w Brydżu Sportowym. Wyniki młodzieży szkolnej. | 24. Drużynowe Młodzieżowe Mistrzostwa Europy w Brydżu Sportowym. Wyniki młodzieży szkolnej. | 24. Drużynowe Młodzieżowe Mistrzostwa Europy w Brydżu Sportowym. Wyniki młodzieży szkolnej. | 24. Drużynowe Młodzieżowe Mistrzostwa Europy w Brydżu Sportowym. Wyniki młodzieży szkolnej. | 24. Drużynowe Młodzieżowe Mistrzostwa Europy w Brydżu Sportowym. Wyniki młodzieży szkolnej. | 24. Drużynowe Młodzieżowe Mistrzostwa Europy w Brydżu Sportowym. Wyniki młodzieży szkolnej. | 24. Drużynowe Młodzieżowe Mistrzostwa Europy w Brydżu Sportowym. Wyniki młodzieży szkolnej. | 24. Drużynowe Młodzieżowe Mistrzostwa Europy w Brydżu Sportowym. Wyniki młodzieży szkolnej. | 24. Drużynowe Młodzieżowe Mistrzostwa Europy w Brydżu Sportowym. Wyniki młodzieży szkolnej. | 24. Drużynowe Młodzieżowe Mistrzostwa Europy w Brydżu Sportowym. Wyniki młodzieży szkolnej. | 24. Drużynowe Młodzieżowe Mistrzostwa Europy w Brydżu Sportowym. Wyniki młodzieży szkolnej. | 24. Drużynowe Młodzieżowe Mistrzostwa Europy w Brydżu Sportowym. Wyniki młodzieży szkolnej. | 24. Drużynowe Młodzieżowe Mistrzostwa Europy w Brydżu Sportowym. Wyniki młodzieży szkolnej. |
| Kraj                                                                                        | F                                                                                           | Szwecja                                                                                     | Izrael                                                                                      | Holandia                                                                                    | Polska                                                                                      | Francja                                                                                     | Słowacja                                                                                    | Dania                                                                                       | Norwegia                                                                                    | Czechy                                                                                      | Włochy                                                                                      | Anglia                                                                                      | Turcja                                                                                      | Łotwa                                                                                       | Rosja                                                                                       | Szkocja                                                                                     | Niemcy                                                                                      | Węgry                                                                                       | Austria                                                                                     | Irlandia                                                                                    | ±                                                                                           | Σ                                                                                           | P                                                                                           | F                                                                                           |
| ------------------------------------------------------------------------------------------- | ------------------------------------------------------------------------------------------- | ------------------------------------------------------------------------------------------- | ------------------------------------------------------------------------------------------- | ------------------------------------------------------------------------------------------- | ------------------------------------------------------------------------------------------- | ------------------------------------------------------------------------------------------- | ------------------------------------------------------------------------------------------- | ------------------------------------------------------------------------------------------- | ------------------------------------------------------------------------------------------- | ------------------------------------------------------------------------------------------- | ------------------------------------------------------------------------------------------- | ------------------------------------------------------------------------------------------- | ------------------------------------------------------------------------------------------- | ------------------------------------------------------------------------------------------- | ------------------------------------------------------------------------------------------- | ------------------------------------------------------------------------------------------- | ------------------------------------------------------------------------------------------- | ------------------------------------------------------------------------------------------- | ------------------------------------------------------------------------------------------- | ------------------------------------------------------------------------------------------- | ------------------------------------------------------------------------------------------- | ------------------------------------------------------------------------------------------- | ------------------------------------------------------------------------------------------- | ------------------------------------------------------------------------------------------- |
| Szwecja                                                                                     | Szwecja                                                                                     |                                                                                             | 16.52                                                                                       | 19.93                                                                                       | 8.41                                                                                        | 10.55                                                                                       | 1.77                                                                                        | 13.81                                                                                       | 20.00                                                                                       | 5.06                                                                                        | 13.81                                                                                       | 10.82                                                                                       | 18.43                                                                                       | 13.61                                                                                       | 18.33                                                                                       | 17.68                                                                                       | 14.01                                                                                       | 19.79                                                                                       | 17.68                                                                                       | 20.00                                                                                       |                                                                                             | 260.21                                                                                      | 1                                                                                           | Szwecja                                                                                     |
| Izrael                                                                                      | Izrael                                                                                      | 3.48                                                                                        |                                                                                             | 15.77                                                                                       | 1.47                                                                                        | 17.68                                                                                       | 14.76                                                                                       | 8.72                                                                                        | 18.43                                                                                       | 15.61                                                                                       | 3.20                                                                                        | 8.66                                                                                        | 10.55                                                                                       | 20.00                                                                                       | 16.38                                                                                       | 20.00                                                                                       | 11.34                                                                                       | 14.01                                                                                       | 20.00                                                                                       | 20.00                                                                                       | 1.00                                                                                        | 240.06                                                                                      | 2                                                                                           | Izrael                                                                                      |
| Holandia                                                                                    | Holandia                                                                                    | 0.07                                                                                        | 4.23                                                                                        |                                                                                             | 10.55                                                                                       | 1.88                                                                                        | 20.00                                                                                       | 16.52                                                                                       | 15.11                                                                                       | 19.00                                                                                       | 17.44                                                                                       | 15.61                                                                                       | 4.55                                                                                        | 4.39                                                                                        | 13.41                                                                                       | 18.43                                                                                       | 19.25                                                                                       | 14.39                                                                                       | 20.00                                                                                       | 20.00                                                                                       |                                                                                             | 234.83                                                                                      | 3                                                                                           | Holandia                                                                                    |
| Polska                                                                                      | Polska                                                                                      | 11.59                                                                                       | 18.53                                                                                       | 9.45                                                                                        |                                                                                             | 2.56                                                                                        | 14.94                                                                                       | 11.34                                                                                       | 14.94                                                                                       | 16.80                                                                                       | 2.56                                                                                        | 16.80                                                                                       | 19.25                                                                                       | 12.53                                                                                       | 18.01                                                                                       | 8.66                                                                                        | 14.78                                                                                       | 4.07                                                                                        | 15.28                                                                                       | 20.00                                                                                       | 0.50                                                                                        | 232.09                                                                                      | 4                                                                                           | Polska                                                                                      |
| Francja                                                                                     | Francja                                                                                     | 9.45                                                                                        | 2.32                                                                                        | 18.12                                                                                       | 17.44                                                                                       |                                                                                             | 8.92                                                                                        | 14.20                                                                                       | 16.23                                                                                       | 16.66                                                                                       | 8.92                                                                                        | 12.07                                                                                       | 14.94                                                                                       | 3.77                                                                                        | 16.66                                                                                       | 6.59                                                                                        | 18.91                                                                                       | 20.00                                                                                       | 19.49                                                                                       | 5.42                                                                                        |                                                                                             | 230.11                                                                                      | 5                                                                                           | Francja                                                                                     |
| Słowacja                                                                                    | Słowacja                                                                                    | 18.23                                                                                       | 5.24                                                                                        | 0.00                                                                                        | 5.06                                                                                        | 11.08                                                                                       |                                                                                             | 14.76                                                                                       | 3.48                                                                                        | 14.20                                                                                       | 16.08                                                                                       | 9.18                                                                                        | 5.42                                                                                        | 18.63                                                                                       | 14.01                                                                                       | 16.23                                                                                       | 12.76                                                                                       | 9.72                                                                                        | 19.00                                                                                       | 20.00                                                                                       |                                                                                             | 213.08                                                                                      | 6                                                                                           | Słowacja                                                                                    |
| Dania                                                                                       | Dania                                                                                       | 6.19                                                                                        | 10.28                                                                                       | 3.48                                                                                        | 8.66                                                                                        | 5.80                                                                                        | 5.24                                                                                        |                                                                                             | 13.20                                                                                       | 12.76                                                                                       | 12.98                                                                                       | 18.73                                                                                       | 4.55                                                                                        | 13.41                                                                                       | 13.41                                                                                       | 11.59                                                                                       | 20.00                                                                                       | 11.08                                                                                       | 18.23                                                                                       | 18.73                                                                                       |                                                                                             | 208.32                                                                                      | 7                                                                                           | Dania                                                                                       |
| Norwegia                                                                                    | Norwegia                                                                                    | 0.00                                                                                        | 1.57                                                                                        | 4.89                                                                                        | 5.06                                                                                        | 3.77                                                                                        | 16.52                                                                                       | 6.80                                                                                        |                                                                                             | 12.07                                                                                       | 16.23                                                                                       | 0.28                                                                                        | 13.81                                                                                       | 16.08                                                                                       | 16.23                                                                                       | 16.52                                                                                       | 17.44                                                                                       | 17.44                                                                                       | 16.66                                                                                       | 20.00                                                                                       |                                                                                             | 201.37                                                                                      | 8                                                                                           | Norwegia                                                                                    |
| Czechy                                                                                      | Czechy                                                                                      | 14.94                                                                                       | 4.39                                                                                        | 1.00                                                                                        | 3.20                                                                                        | 3.34                                                                                        | 5.80                                                                                        | 7.24                                                                                        | 7.93                                                                                        |                                                                                             | 18.63                                                                                       | 15.11                                                                                       | 20.00                                                                                       | 11.08                                                                                       | 11.59                                                                                       | 11.34                                                                                       | 12.76                                                                                       | 5.99                                                                                        | 20.00                                                                                       | 19.86                                                                                       |                                                                                             | 194.20                                                                                      | 9                                                                                           | Czechy                                                                                      |
| Włochy                                                                                      | Włochy                                                                                      | 6.19                                                                                        | 16.80                                                                                       | 2.56                                                                                        | 17.44                                                                                       | 11.08                                                                                       | 3.92                                                                                        | 7.02                                                                                        | 3.77                                                                                        | 1.37                                                                                        |                                                                                             | 11.83                                                                                       | 14.58                                                                                       | 17.06                                                                                       | 19.09                                                                                       | 0.35                                                                                        | 2.81                                                                                        | 17.79                                                                                       | 19.09                                                                                       | 20.00                                                                                       |                                                                                             | 192.75                                                                                      | 10                                                                                          | Włochy                                                                                      |
| Anglia                                                                                      | Anglia                                                                                      | 9.18                                                                                        | 11.34                                                                                       | 4.39                                                                                        | 3.20                                                                                        | 7.93                                                                                        | 10.82                                                                                       | 1.27                                                                                        | 19.72                                                                                       | 4.89                                                                                        | 8.17                                                                                        |                                                                                             | 8.17                                                                                        | 7.93                                                                                        | 14.94                                                                                       | 10.82                                                                                       | 12.76                                                                                       | 16.52                                                                                       | 19.93                                                                                       | 20.00                                                                                       |                                                                                             | 191.98                                                                                      | 11                                                                                          | Anglia                                                                                      |
| Turcja                                                                                      | Turcja                                                                                      | 1.57                                                                                        | 9.45                                                                                        | 15.45                                                                                       | 0.75                                                                                        | 5.06                                                                                        | 14.58                                                                                       | 15.45                                                                                       | 6.19                                                                                        | 0.00                                                                                        | 5.42                                                                                        | 11.83                                                                                       |                                                                                             | 15.93                                                                                       | 11.59                                                                                       | 6.19                                                                                        | 16.66                                                                                       | 17.06                                                                                       | 2.44                                                                                        | 16.23                                                                                       |                                                                                             | 171.85                                                                                      | 12                                                                                          | Turcja                                                                                      |
| Łotwa                                                                                       | Łotwa                                                                                       | 6.39                                                                                        | 0.00                                                                                        | 15.61                                                                                       | 7.47                                                                                        | 16.23                                                                                       | 1.37                                                                                        | 6.59                                                                                        | 3.92                                                                                        | 8.92                                                                                        | 2.94                                                                                        | 12.07                                                                                       | 4.07                                                                                        |                                                                                             | 0.00                                                                                        | 14.20                                                                                       | 13.41                                                                                       | 15.77                                                                                       | 20.00                                                                                       | 19.33                                                                                       |                                                                                             | 168.29                                                                                      | 13                                                                                          | Łotwa                                                                                       |
| Rosja                                                                                       | Rosja                                                                                       | 1.67                                                                                        | 3.62                                                                                        | 6.59                                                                                        | 1.99                                                                                        | 3.34                                                                                        | 5.99                                                                                        | 6.59                                                                                        | 3.77                                                                                        | 8.41                                                                                        | 0.91                                                                                        | 5.06                                                                                        | 8.41                                                                                        | 20.00                                                                                       |                                                                                             | 20.00                                                                                       | 12.07                                                                                       | 12.07                                                                                       | 20.00                                                                                       | 20.00                                                                                       |                                                                                             | 160.49                                                                                      | 14                                                                                          | Rosja                                                                                       |
| Szkocja                                                                                     | Szkocja                                                                                     | 2.32                                                                                        | 0.00                                                                                        | 1.57                                                                                        | 11.34                                                                                       | 13.41                                                                                       | 3.77                                                                                        | 8.41                                                                                        | 3.48                                                                                        | 8.66                                                                                        | 19.65                                                                                       | 9.18                                                                                        | 13.81                                                                                       | 5.80                                                                                        | 0.00                                                                                        |                                                                                             | 15.93                                                                                       | 6.19                                                                                        | 18.01                                                                                       | 18.33                                                                                       |                                                                                             | 159.86                                                                                      | 15                                                                                          | Szkocja                                                                                     |
| Niemcy                                                                                      | Niemcy                                                                                      | 5.99                                                                                        | 8.66                                                                                        | 0.75                                                                                        | 4.22                                                                                        | 1.09                                                                                        | 7.24                                                                                        | 0.00                                                                                        | 2.56                                                                                        | 7.24                                                                                        | 17.19                                                                                       | 7.24                                                                                        | 3.34                                                                                        | 6.59                                                                                        | 7.93                                                                                        | 4.07                                                                                        |                                                                                             | 14.76                                                                                       | 15.45                                                                                       | 9.18                                                                                        | 0.50                                                                                        | 123.50                                                                                      | 16                                                                                          | Niemcy                                                                                      |
| Węgry                                                                                       | Węgry                                                                                       | 0.21                                                                                        | 5.99                                                                                        | 5.61                                                                                        | 15.93                                                                                       | 0.00                                                                                        | 10.28                                                                                       | 8.92                                                                                        | 2.56                                                                                        | 14.01                                                                                       | 2.21                                                                                        | 3.48                                                                                        | 2.94                                                                                        | 4.23                                                                                        | 7.93                                                                                        | 13.81                                                                                       | 5.24                                                                                        |                                                                                             | 8.17                                                                                        | 10.82                                                                                       |                                                                                             | 122.34                                                                                      | 17                                                                                          | Węgry                                                                                       |
| Austria                                                                                     | Australia                                                                                   | 2.32                                                                                        | 0.00                                                                                        | 0.00                                                                                        | 4.72                                                                                        | 0.51                                                                                        | 1.00                                                                                        | 1.77                                                                                        | 3.34                                                                                        | 0.00                                                                                        | 0.91                                                                                        | 0.07                                                                                        | 17.56                                                                                       | 0.00                                                                                        | 0.00                                                                                        | 1.99                                                                                        | 4.55                                                                                        | 11.83                                                                                       |                                                                                             | 10.55                                                                                       |                                                                                             | 61.12                                                                                       | 18                                                                                          | Australia                                                                                   |
| Irlandia                                                                                    | Irlandia                                                                                    | 0.00                                                                                        | 0.00                                                                                        | 0.00                                                                                        | 0.00                                                                                        | 14.58                                                                                       | 0.00                                                                                        | 1.27                                                                                        | 0.00                                                                                        | 0.14                                                                                        | 0.00                                                                                        | 0.00                                                                                        | 3.77                                                                                        | 0.67                                                                                        | 0.00                                                                                        | 1.67                                                                                        | 10.82                                                                                       | 9.18                                                                                        | 9.45                                                                                        |                                                                                             |                                                                                             | 51.55                                                                                       | 19                                                                                          | Irlandia                                                                                    |
| Kraj                                                                                        | F                                                                                           | Szwecja                                                                                     | Izrael                                                                                      | Holandia                                                                                    | Polska                                                                                      | Francja                                                                                     | Słowacja                                                                                    | Dania                                                                                       | Norwegia                                                                                    | Czechy                                                                                      | Włochy                                                                                      | Anglia                                                                                      | Turcja                                                                                      | Łotwa                                                                                       | Rosja                                                                                       | Szkocja                                                                                     | Niemcy                                                                                      | Węgry                                                                                       | Austria                                                                                     | Irlandia                                                                                    | ±                                                                                           | Σ                                                                                           | P                                                                                           | F                                                                                           |

### Dziewczęta
| 24. Drużynowe Młodzieżowe Mistrzostwa Europy w Brydżu Sportowym. Wyniki dziewcząt. | 24. Drużynowe Młodzieżowe Mistrzostwa Europy w Brydżu Sportowym. Wyniki dziewcząt. | 24. Drużynowe Młodzieżowe Mistrzostwa Europy w Brydżu Sportowym. Wyniki dziewcząt. | 24. Drużynowe Młodzieżowe Mistrzostwa Europy w Brydżu Sportowym. Wyniki dziewcząt. | 24. Drużynowe Młodzieżowe Mistrzostwa Europy w Brydżu Sportowym. Wyniki dziewcząt. | 24. Drużynowe Młodzieżowe Mistrzostwa Europy w Brydżu Sportowym. Wyniki dziewcząt. | 24. Drużynowe Młodzieżowe Mistrzostwa Europy w Brydżu Sportowym. Wyniki dziewcząt. | 24. Drużynowe Młodzieżowe Mistrzostwa Europy w Brydżu Sportowym. Wyniki dziewcząt. | 24. Drużynowe Młodzieżowe Mistrzostwa Europy w Brydżu Sportowym. Wyniki dziewcząt. | 24. Drużynowe Młodzieżowe Mistrzostwa Europy w Brydżu Sportowym. Wyniki dziewcząt. | 24. Drużynowe Młodzieżowe Mistrzostwa Europy w Brydżu Sportowym. Wyniki dziewcząt. | 24. Drużynowe Młodzieżowe Mistrzostwa Europy w Brydżu Sportowym. Wyniki dziewcząt. | 24. Drużynowe Młodzieżowe Mistrzostwa Europy w Brydżu Sportowym. Wyniki dziewcząt. | 24. Drużynowe Młodzieżowe Mistrzostwa Europy w Brydżu Sportowym. Wyniki dziewcząt. | 24. Drużynowe Młodzieżowe Mistrzostwa Europy w Brydżu Sportowym. Wyniki dziewcząt. | 24. Drużynowe Młodzieżowe Mistrzostwa Europy w Brydżu Sportowym. Wyniki dziewcząt. | 24. Drużynowe Młodzieżowe Mistrzostwa Europy w Brydżu Sportowym. Wyniki dziewcząt. | 24. Drużynowe Młodzieżowe Mistrzostwa Europy w Brydżu Sportowym. Wyniki dziewcząt. | 24. Drużynowe Młodzieżowe Mistrzostwa Europy w Brydżu Sportowym. Wyniki dziewcząt. | 24. Drużynowe Młodzieżowe Mistrzostwa Europy w Brydżu Sportowym. Wyniki dziewcząt. | 24. Drużynowe Młodzieżowe Mistrzostwa Europy w Brydżu Sportowym. Wyniki dziewcząt. | 24. Drużynowe Młodzieżowe Mistrzostwa Europy w Brydżu Sportowym. Wyniki dziewcząt. | 24. Drużynowe Młodzieżowe Mistrzostwa Europy w Brydżu Sportowym. Wyniki dziewcząt. | 24. Drużynowe Młodzieżowe Mistrzostwa Europy w Brydżu Sportowym. Wyniki dziewcząt. | 24. Drużynowe Młodzieżowe Mistrzostwa Europy w Brydżu Sportowym. Wyniki dziewcząt. | 24. Drużynowe Młodzieżowe Mistrzostwa Europy w Brydżu Sportowym. Wyniki dziewcząt. |
| Kraj                                                                               | F                                                                                  | Francja                                                                            | Francja                                                                            | Holandia                                                                           | Holandia                                                                           | Włochy                                                                             | Włochy                                                                             | Polska                                                                             | Polska                                                                             | Węgry                                                                              | Węgry                                                                              | Norwegia                                                                           | Norwegia                                                                           | Szwecja                                                                            | Szwecja                                                                            | Turcja                                                                             | Turcja                                                                             | Austria                                                                            | Austria                                                                            | ±                                                                                  | F                                                                                  | Kraj                                                                               | Σ                                                                                  | M                                                                                  |                                                                                    |
| ---------------------------------------------------------------------------------- | ---------------------------------------------------------------------------------- | ---------------------------------------------------------------------------------- | ---------------------------------------------------------------------------------- | ---------------------------------------------------------------------------------- | ---------------------------------------------------------------------------------- | ---------------------------------------------------------------------------------- | ---------------------------------------------------------------------------------- | ---------------------------------------------------------------------------------- | ---------------------------------------------------------------------------------- | ---------------------------------------------------------------------------------- | ---------------------------------------------------------------------------------- | ---------------------------------------------------------------------------------- | ---------------------------------------------------------------------------------- | ---------------------------------------------------------------------------------- | ---------------------------------------------------------------------------------- | ---------------------------------------------------------------------------------- | ---------------------------------------------------------------------------------- | ---------------------------------------------------------------------------------- | ---------------------------------------------------------------------------------- | ---------------------------------------------------------------------------------- | ---------------------------------------------------------------------------------- | ---------------------------------------------------------------------------------- | ---------------------------------------------------------------------------------- | ---------------------------------------------------------------------------------- | ---------------------------------------------------------------------------------- |
| Francja                                                                            | Francja                                                                            |                                                                                    |                                                                                    | 14.58                                                                              | 17.90                                                                              | 13.81                                                                              | 20.00                                                                              | 11.08                                                                              | 15.61                                                                              | 19.65                                                                              | 17.68                                                                              | 20.00                                                                              | 18.63                                                                              | 19.09                                                                              | 17.90                                                                              | 18.23                                                                              | 14.94                                                                              | 18.12                                                                              | 16.23                                                                              |                                                                                    | Francja                                                                            | Francja                                                                            | 273.45                                                                             | 1                                                                                  |                                                                                    |
| Holandia                                                                           | Holandia                                                                           | 5.42                                                                               | 2.10                                                                               |                                                                                    |                                                                                    | 19.25                                                                              | 1.88                                                                               | 12.53                                                                              | 10.55                                                                              | 20.00                                                                              | 17.19                                                                              | 18.43                                                                              | 18.23                                                                              | 15.61                                                                              | 18.43                                                                              | 20.00                                                                              | 18.53                                                                              | 20.00                                                                              | 20.00                                                                              |                                                                                    | Holandia                                                                           | Holandia                                                                           | 238.15                                                                             | 2                                                                                  |                                                                                    |
| Włochy                                                                             | Włochy                                                                             | 6.19                                                                               | 0.00                                                                               | 0.75                                                                               | 18.12                                                                              |                                                                                    |                                                                                    | 4.39                                                                               | 11.83                                                                              | 18.33                                                                              | 19.33                                                                              | 19.09                                                                              | 20.00                                                                              | 19.17                                                                              | 18.63                                                                              | 19.25                                                                              | 14.94                                                                              | 18.73                                                                              | 13.20                                                                              |                                                                                    | Włochy                                                                             | Włochy                                                                             | 221.95                                                                             | 3                                                                                  |                                                                                    |
| Polska                                                                             | Polska                                                                             | 8.92                                                                               | 4.39                                                                               | 7.47                                                                               | 9.45                                                                               | 15.61                                                                              | 8.17                                                                               |                                                                                    |                                                                                    | 7.02                                                                               | 7.24                                                                               | 16.23                                                                              | 20.00                                                                              | 10.00                                                                              | 17.68                                                                              | 18.33                                                                              | 19.17                                                                              | 18.63                                                                              | 20.00                                                                              |                                                                                    | Polska                                                                             | Polska                                                                             | 208.31                                                                             | 4                                                                                  |                                                                                    |
| Węgry                                                                              | Węgry                                                                              | 0.35                                                                               | 2.32                                                                               | 0.00                                                                               | 2.81                                                                               | 1.67                                                                               | 0.67                                                                               | 12.98                                                                              | 12.76                                                                              |                                                                                    |                                                                                    | 4.72                                                                               | 15.45                                                                              | 19.79                                                                              | 1.47                                                                               | 15.93                                                                              | 9.45                                                                               | 10.28                                                                              | 0.67                                                                               |                                                                                    | Węgry                                                                              | Węgry                                                                              | 111.32                                                                             | 5                                                                                  |                                                                                    |
| Norwegia                                                                           | Norwegia                                                                           | 0.00                                                                               | 1.37                                                                               | 1.57                                                                               | 1.77                                                                               | 0.91                                                                               | 0.00                                                                               | 3.77                                                                               | 0.00                                                                               | 15.28                                                                              | 4.55                                                                               |                                                                                    |                                                                                    | 10.00                                                                              | 11.08                                                                              | 17.90                                                                              | 4.07                                                                               | 16.52                                                                              | 15.61                                                                              |                                                                                    | Norwegia                                                                           | Norwegia                                                                           | 104.40                                                                             | 6                                                                                  |                                                                                    |
| Szwecja                                                                            | Szwecja                                                                            | 0.91                                                                               | 2.10                                                                               | 4.39                                                                               | 1.57                                                                               | 0.83                                                                               | 1.37                                                                               | 10.00                                                                              | 2.32                                                                               | 0.21                                                                               | 18.53                                                                              | 10.00                                                                              | 8.92                                                                               |                                                                                    |                                                                                    | 5.99                                                                               | 1.99                                                                               | 18.01                                                                              | 11.83                                                                              |                                                                                    | Szwecja                                                                            | Szwecja                                                                            | 98.97                                                                              | 7                                                                                  |                                                                                    |
| Turcja                                                                             | Turcja                                                                             | 1.77                                                                               | 5.06                                                                               | 0.00                                                                               | 1.47                                                                               | 0.75                                                                               | 5.06                                                                               | 1.67                                                                               | 0.83                                                                               | 4.07                                                                               | 10.55                                                                              | 2.10                                                                               | 15.93                                                                              | 14.01                                                                              | 18.01                                                                              |                                                                                    |                                                                                    | 6.59                                                                               | 10.55                                                                              |                                                                                    | Turcja                                                                             | Turcja                                                                             | 98.42                                                                              | 8                                                                                  |                                                                                    |
| Austria                                                                            | Austria                                                                            | 1.88                                                                               | 3.77                                                                               | 0.00                                                                               | 0.00                                                                               | 1.27                                                                               | 6.80                                                                               | 1.37                                                                               | 0.00                                                                               | 9.72                                                                               | 19.33                                                                              | 3.48                                                                               | 4.39                                                                               | 1.99                                                                               | 8.17                                                                               | 13.41                                                                              | 9.45                                                                               |                                                                                    |                                                                                    |                                                                                    | Austria                                                                            | Austria                                                                            | 85.03                                                                              | 9                                                                                  |                                                                                    |
| Kraj                                                                               | F                                                                                  | Francja                                                                            | Francja                                                                            | Holandia                                                                           | Holandia                                                                           | Włochy                                                                             | Włochy                                                                             | Polska                                                                             | Polska                                                                             | Węgry                                                                              | Węgry                                                                              | Norwegia                                                                           | Norwegia                                                                           | Szwecja                                                                            | Szwecja                                                                            | Turcja                                                                             | Turcja                                                                             | Austria                                                                            | Austria                                                                            | ±                                                                                  | F                                                                                  | Kraj                                                                               | Σ                                                                                  | M                                                                                  |                                                                                    |